# St.-Georgs-Kirche (Barum)

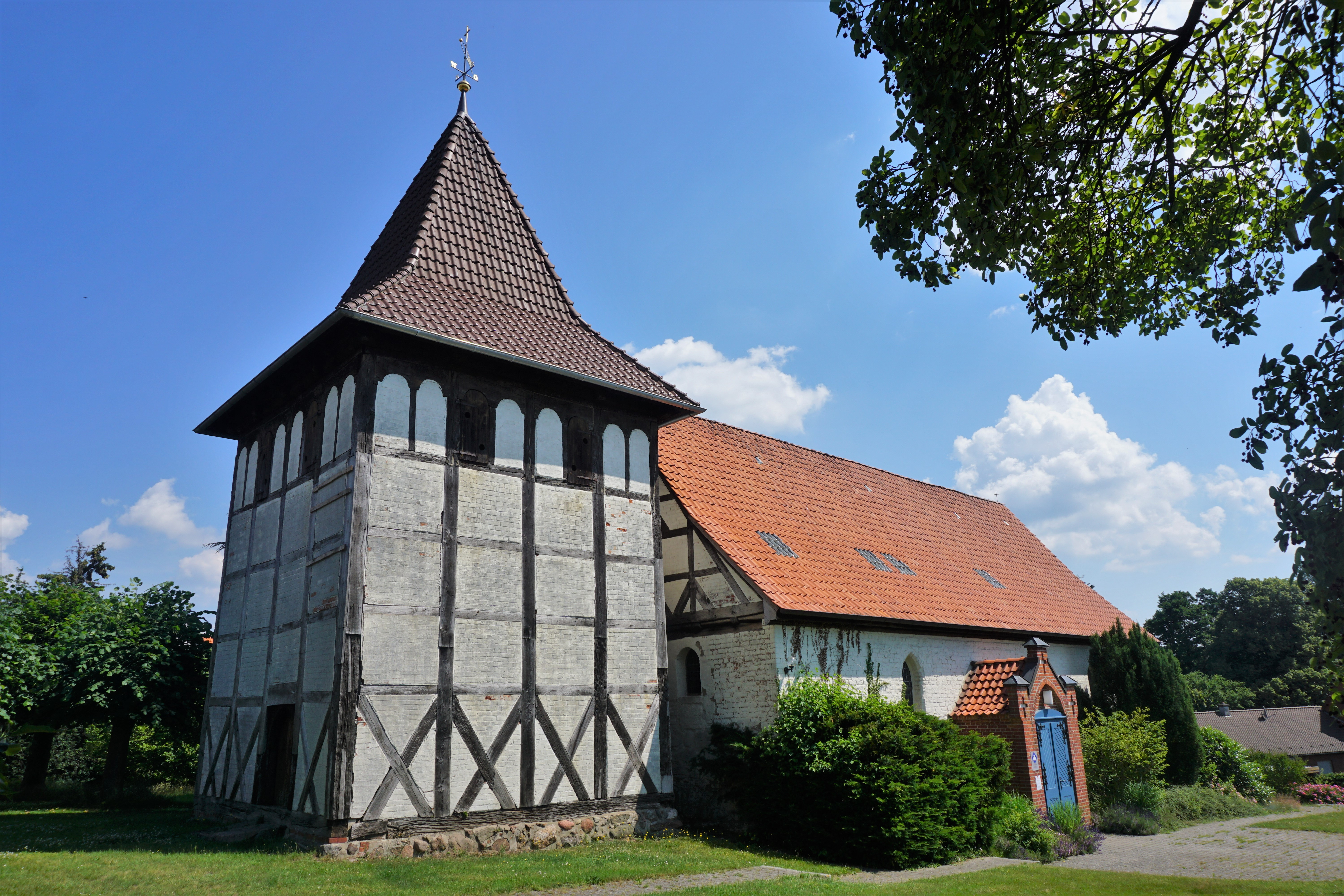
St.-Georgs-Kirche in Barum

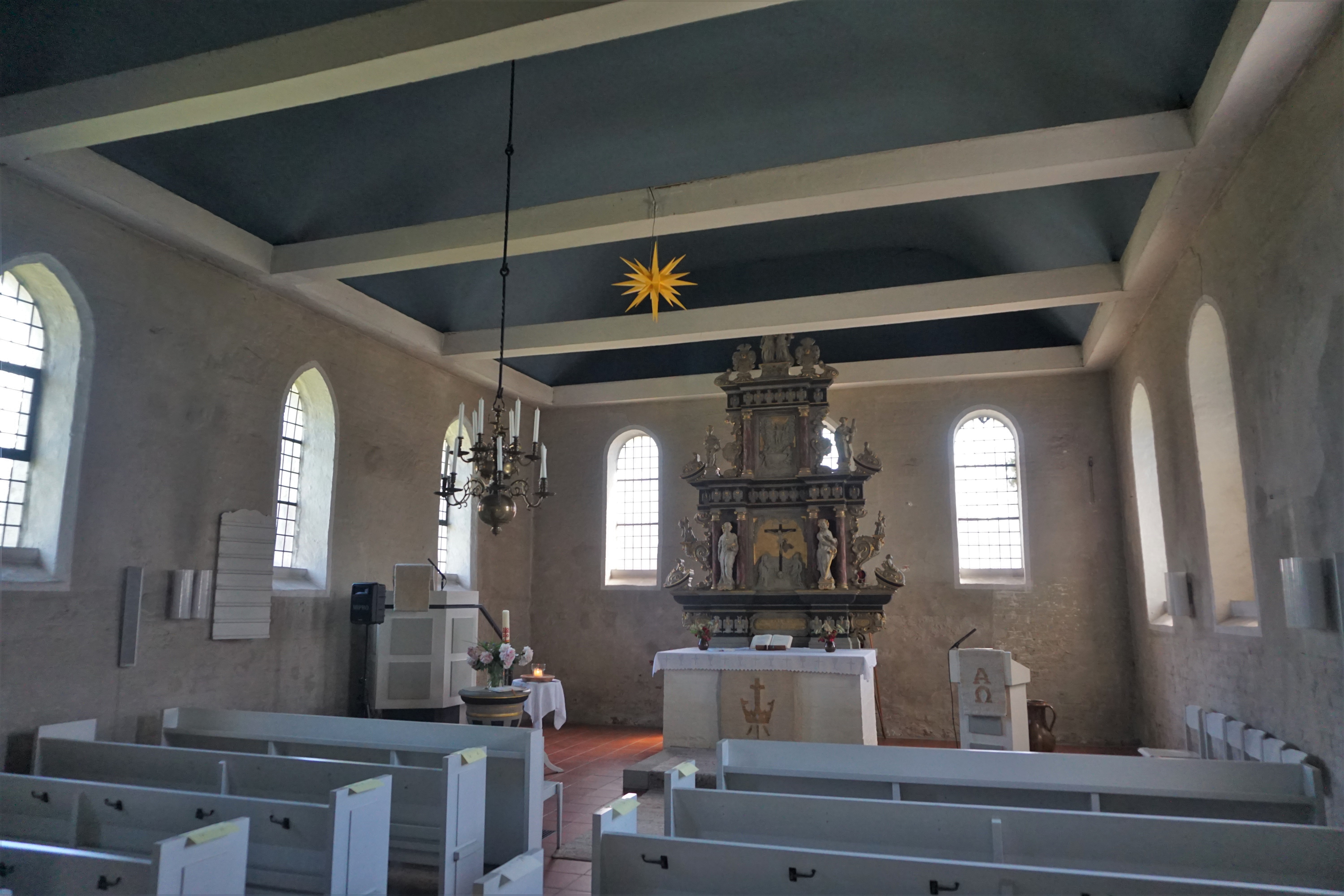
Blick in das Kirchenschiff

Die evangelisch-lutherische St.-Georgs-Kirche steht in Barum im niedersächsischen Landkreis Uelzen. Sie enthält einen bemerkenswerten frühbarocken Altaraufsatz aus dem 17. Jahrhundert.

## Lage
Die St.-Georgs-Kirche steht auf einer Anhöhe im historischen Ortskern Barums. Sie ist von einer Wiesenfläche mit vereinzelten Bäumen und Büschen umgeben. Das zugehörige Pfarrhaus liegt direkt nördlich auf der anderen Straßenseite der Kirchgasse.

## Geschichte
Die Grundsubstanz des heutigen Kirchengebäudes stammt vermutlich aus dem 13. oder 14. Jahrhundert. Gesicherte Informationen zu einem Vorgängerbau der St.-Georgs-Kirche liegen nicht vor. Der Westturm aus Fachwerk wurde im 17. Jahrhundert errichtet. 1844 erfolgte ein Umbau des Innenraums.
2012 wurden die Kirchengemeinden der St.-Georgs-Kirche und der Kirche zu Natendorf zur „evangelisch-lutherische Kirchengemeinde Barum-Natendorf in Barum“ zusammengelegt. Sie gehört zum Kirchenkreis Uelzen der Evangelisch-lutherischen Landeskirche Hannovers.

## Architektur und Ausstattung
Die St.-Georgs-Kirche gliedert sich in einen Westturm, ein gotisches Kirchenschiff und einen Eingangsvorbau an der südlichen Längsseite des Kirchenschiffs. Der freistehende Westturm wurde in Fachwerk errichtet, dessen erste Gefachlage bis auf den Eingangsbereich im Westen mit Andreaskreuzen ausgestreift ist. Direkt unterhalb des Turmdaches befinden sich rundbogige Gefache. Die Turmspitze des mit bräunlichen Dachziegeln gedeckten Turms zeigt einen Fisch. Das gotische Kirchenschiff der Saalkirche weist ein Fundament aus Feldsteinen auf und verfügt über einen rechteckigen Grundriss mit flachem östlichen Chorabschluss. Die Fassade des Chorabschlusses und die Westwand sind im Bereich des Giebels in Sichtfachwerk und darunter in Backsteinen ausgeführt. Der Chorabschluss und die Südseite weisen rundbogige, die Nordseite spitzbogige Fenster auf. An die Südseite der Längsseite schließt ein kleiner neugotischer Eingangsvorbau aus Backsteinen an.
Der Innenraum ist schlicht gestaltet. Die Wände sind in beigen, die Kirchenbänke in weißen Tönen gehalten. Die Kirchenbänke sind in zwei Reihen mit Mittelgang angeordnet. Die Orgel der Kirche befindet sich auf der Empore am westlichen Ende des Kirchenschiffs. Der Innenraum wird von einer Brettertonne überwölbt.
Der frühbarocke Altaraufsatz wurde aus Wesersandstein hergestellt und 1656 von der Gutseigentümerfamilie Meding gestiftet. Die Furtwängler-Orgel der Kirche stammt aus dem Jahr 1869 und wurde 1994 restauriert. Der Kirchturm ist mit zwei Bronzeglocken aus dem 13. Jahrhundert ausgestattet.
Das Geläut der Kirche besteht aus zwei Glocken, dessen ältere im 14. Jahrhundert und jüngere 1686 gegossen wurde.

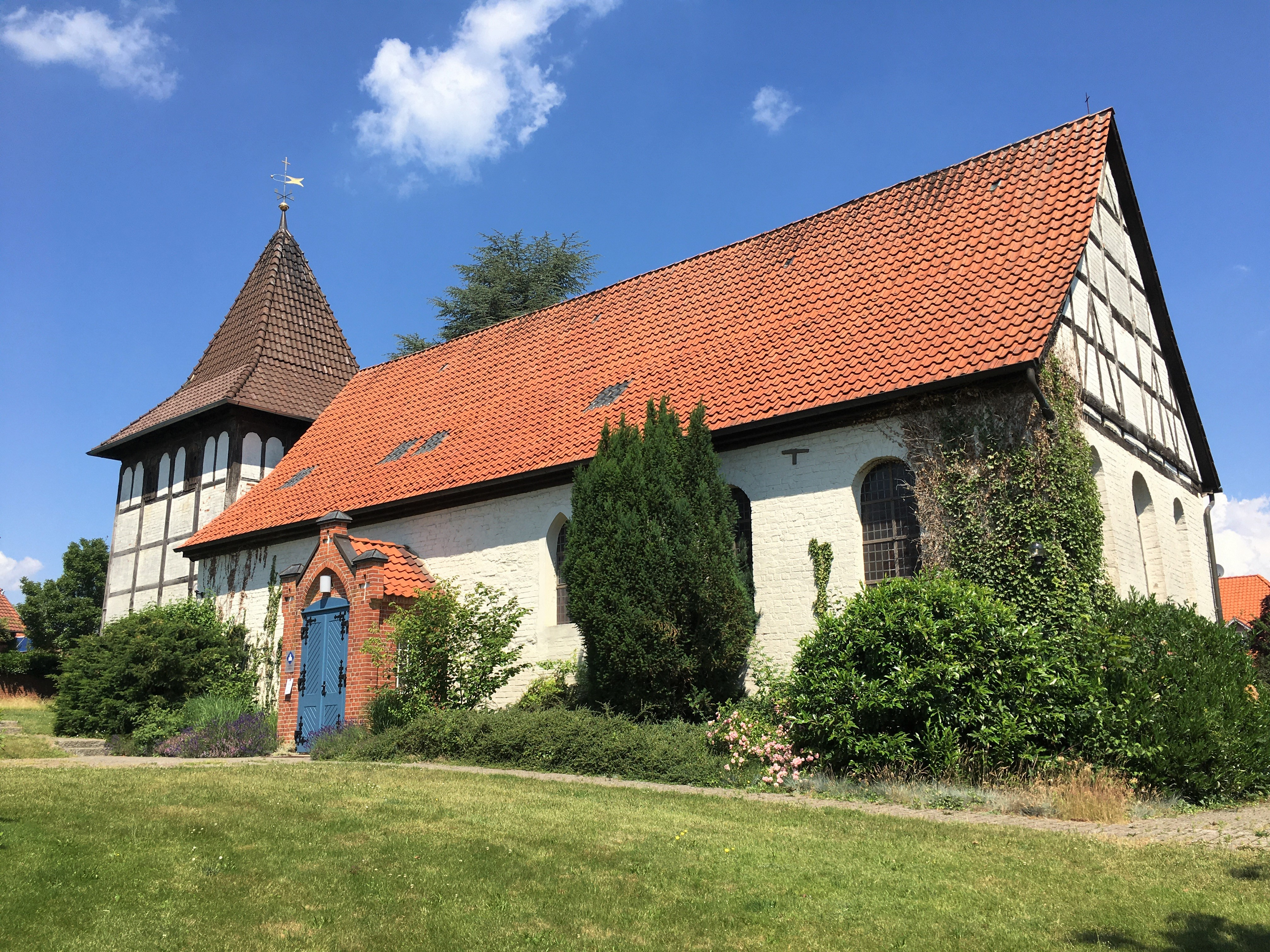
Blick von Südosten auf die Kirche
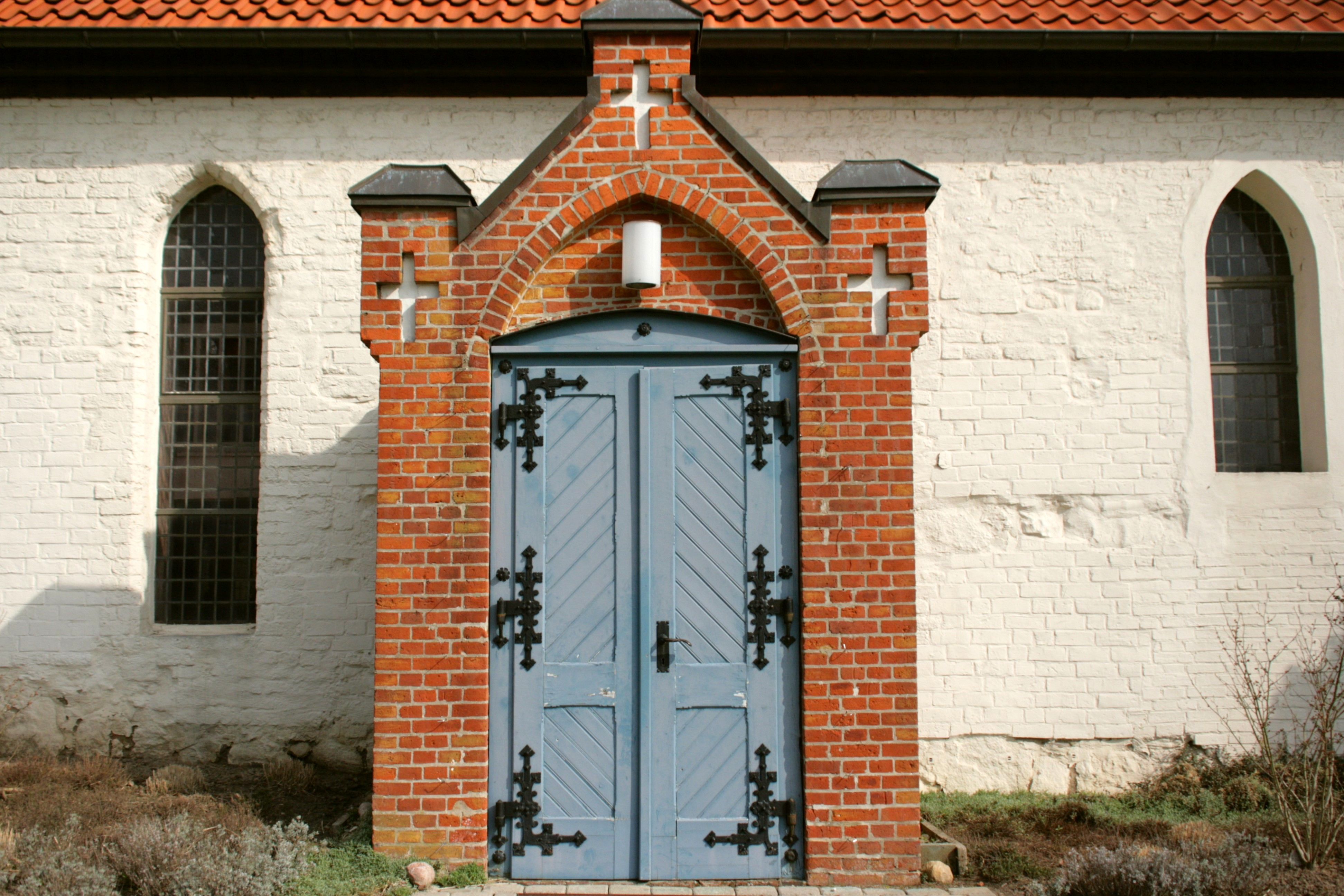
Neugotischer Eingangsvorbau
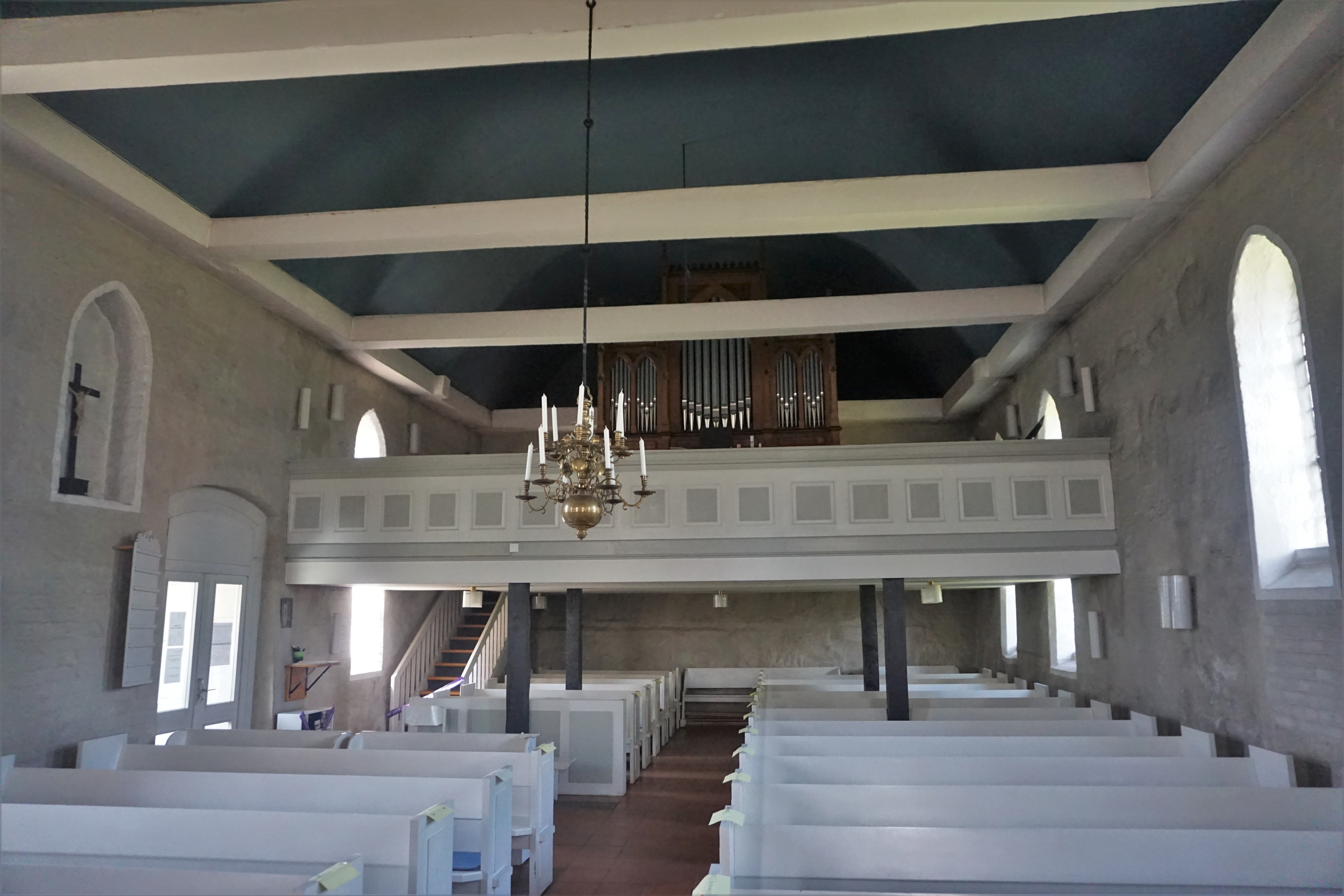
Blick zur Empore mit Orgel
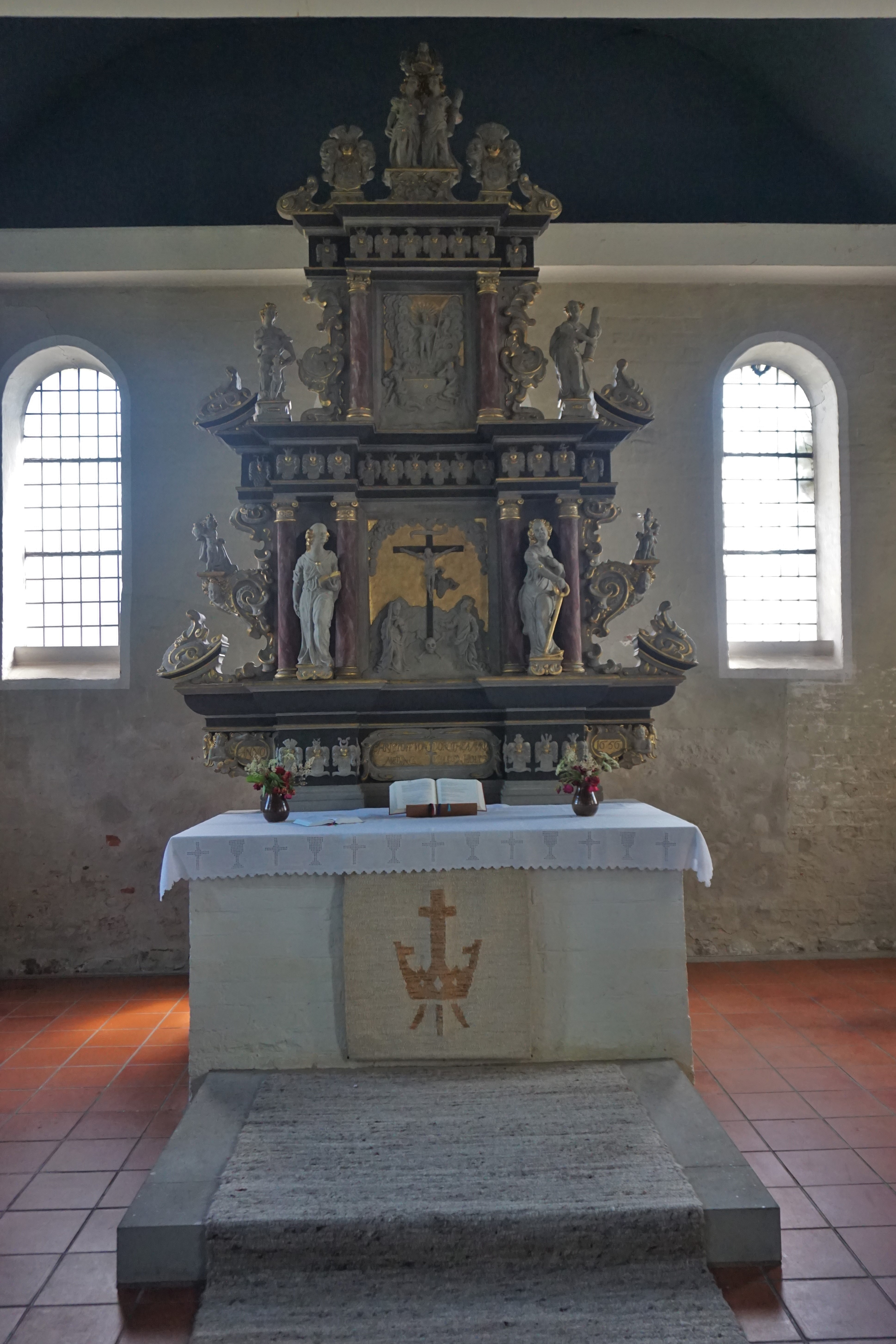
Altar mit frühbarockem Altaraufsatz
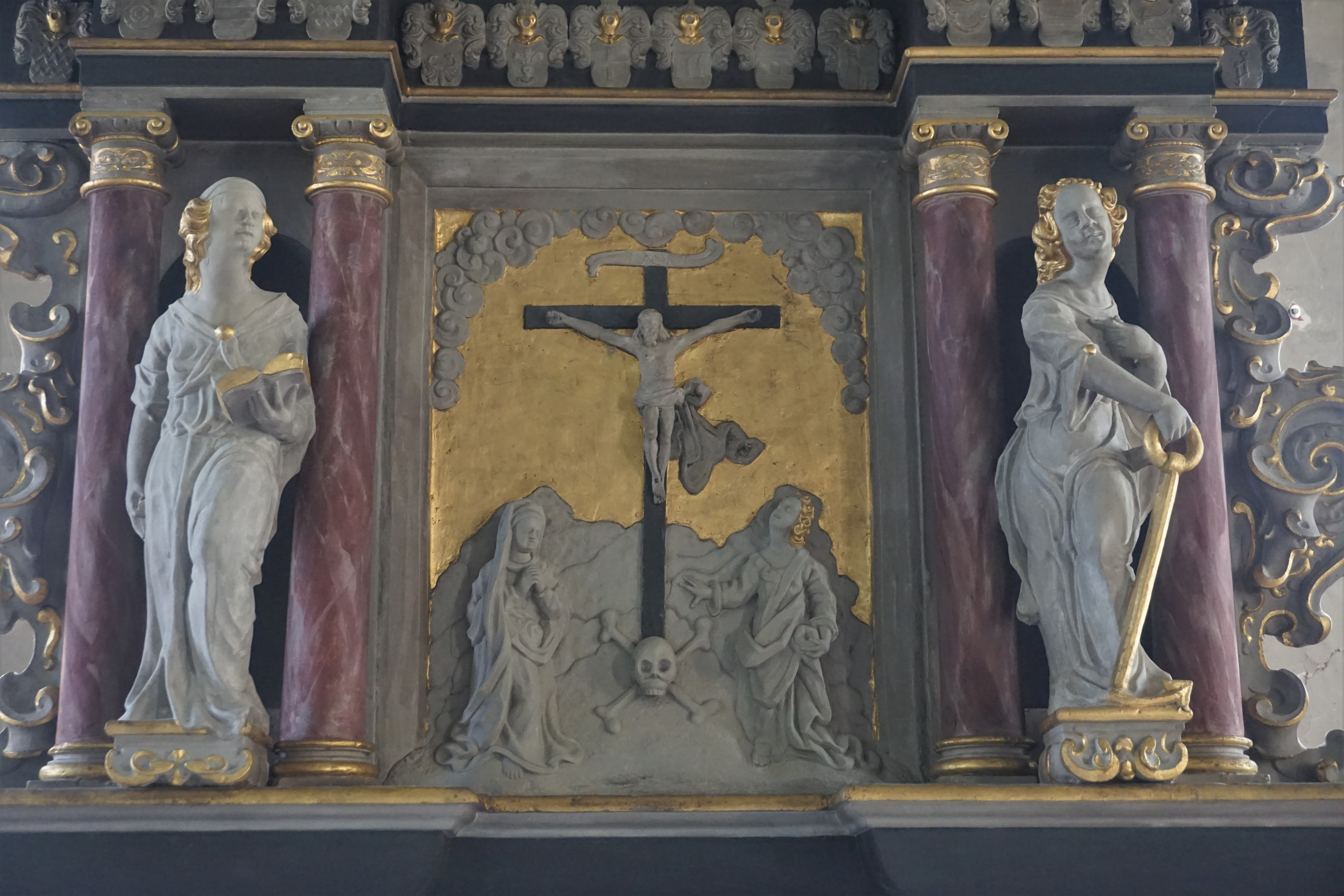
Detail des Altaraufsatzes